# Jeremy Jordan (attore)
Jeremy Jordan (Corpus Christi, 20 novembre 1984) è un attore e cantante statunitense, principalmente noto per aver interpretato Jack Kelly nel musical Broadway Newsies, Jimmy Collins nella serie televisiva Smash e Winn Schott nella serie televisiva Supergirl.

## Biografia
Dal 2012 è sposato con l'attrice Ashley Spencer.

## Carriera
Jeremy Jordan debutta a Broadway nel 2008 con Rock of Ages; nel 2009 ha interpretato il protagonista Tony nel revival di West Side Story e nel 2011 ha recitato con Laura Osnes nel musical Bonnie & Clyde, vincendo il Theatre World Award al miglior esordiente. Nel 2012 interpreta il protagonista del musical Newsies e viene candidato al Tony Award al miglior attore protagonista in un musical; viene nuovamente candidato al medesimo premio nel 2025 per Floyd Collins al Lincoln Center.
Jordan ha recitato anche in diverse serie televisive, tra cui Law & Order - Unità vittime speciali e Elementary, e nei film Joyful Noise e The Last 5 Years con Anna Kendrick.

## Filmografia

### Cinema
- Joyful Noise - Armonie del cuore (Joyful Noise), regia di Todd Graff (2012)
- The Last Five Years,  regia di Richard LaGravenese (2014)
- Newsies (il musical di Broadway) (2017), Jack Kelly
- American Son, regia di Kenny Leon (2019)
- Una promessa per Natale, regia di Erica Dunton (2020)

### Televisione
- Law & Order - Unità vittime speciali (Law & Order: Special Victims Unit) – serie TV, 2 episodi (2008, 2015) – Doug Walshen, Skye Adderson
- Submissions Only – serie TV, 1 episodio (2011) – Levi Murney
- Smash – serie TV, 17 episodi (2013) – Jimmy Collins
- Elementary – serie TV, 1 episodio (2015) –  Joey Castoro
- Supergirl – serie TV (2015-2021) – Winn Schott
- The Flash – serie TV, 1 episodio (2017) – Winn Schott
- Rapunzel la serie – serie TV (2017–2020) – Varian sia parlato che cantato
- Hazbin Hotel – serie TV, 2 episodi (2024)  – Lucifero Stella del Mattino sia parlato che cantato

## Teatro
- Rock of Ages, Brooks Atkinson Theatre (2009) – Swing
- West Side Story, Palace Theatre (2009-2010) – Tony
- Bonnie & Clyde, Gerald Schoenfeld Theatre (2011) – Clyde Barrow
- Newsies, Nederlander Theatre (2012) – Jack Kelly
- Finding Neverland, American Repertory Theater|A.R.T Theatre (2014) – J.M Barrie
- Death Note: The Musical versione americana (2014) – Light Yagami
- West Side Story, Hollywood Bowl (2016) – Tony
- American Son, Booth Theatre (2018)
- La piccola bottega degli orrori, Westside Theatre – Seymour
- Waitress - Dr.Pomatter
- Floyd Collins (2025) - Floyd Collins

## Doppiatori italiani
- Gabriele Vender in Una promessa per Natale, Gemelli, cucina e amore
- Davide Perino in Supergirl, The Flash
- Francesco Pezzulli in Smash
- Simone Crisari in American Son
- Renato Novara in Joyful Noise - Armonie del cuore

Da doppiatore è sostituito da:
- Luca Mannocci in Rapunzel: La serie (dialoghi)
- Gabriele Lopez in Rapunzel: La serie (canto)
- Fabrizio Vidale in Hazbin Hotel